# Premonición
Premonición è il terzo album in studio del cantante spagnolo
David Bisbal, pubblicato nel 2006.

## Tracce
1. ¿Quién me iba a decir? – 3:39
2. Silencio – 3:31
3. Como la primera vez – 4:01
4. Torre de babel (Reggaeton Mix) (feat. Vicente Amigo & Wisin & Yandel) – 4:18
5. Amar es lo que quiero – 3:30
6. Soldado de papel – 4:08
7. Premonición – 4:07
8. Cuidar nuestro amor (I'll Never Let You Go) – 3:47
9. Calentando voy (I'm Just Warmin' Up) – 3:40
10. Qué tendrás – 4:04
11. Amanecer sin tí – 3:59
12. Aquí y ahora – 4:05
13. Torre de Babel (db Original Mix) – 3:12
14. Torre de Babel (Wisin & Yandel Remix) – 4:22